# مصرف الشرق الأوسط الإسلامي
تأسس بنك الشرق الأوسط (بالإنجليزية: The Middle East Islamic Bank أو MEIB) كشركة مساهمة  إماراتية- سعودية في عام 1989 في الإمارات العربية المتحدة،  إلا أنّ نشاطه الفعلي بدأ في آذار 1994 برأس مال قدره 47 مليون ريال حيث تأسس على يد نخبة مرموقة من رجال المال والأعمال الإماراتيين والسعوديين بنسبة مساهمـــة بلغت 89% من رأس المال و11% من حكومة دولة الإمارات.
بنك الشرق الأوسط الإسلامي هو أول بنك استثماري يعمل وفقا لأحكام الشريعة الإسلامية، وكان من طلائع البنوك العربية الذي يتوسع في الشرق الأقصى حين أسس فرعه الأول في كل من «هونج-كونج» و«جاكارتا»  في عام 2003 . بلغت أصوله سنة 2006 ما يقارب سبعة مليار دولار وبلغت قيمته السوقية 2.65 مليار دولار في 10 نوفمبر 2007.
يندرج بنك الشرق الأوسط الإسلامي حالياً ضمن سوق أبوظبي المالي، حيث يبلغ عدد فروعه حوالي 131 فرعاً و740 جهاز صراف آلي في كل من الإمارات العربية المتحدة والمملكة العربية السعودية، قطر، المملكة المتحدة، سنغافورة، الصين، أندونيسيا ومصر، وله مكاتب تمثيل في كل من الهند وإيران. يعمل بنك بنك الشرق الأوسط الإسلامي في مجال الاستثمار، التجارة، الرهن العقاري، بطاقات الائتمان، خدمات مالية، والتأمين.
يتركز نشاط المصرف في قبول الودائع وإنشاء الصناديق الاستثمارية والمتاجرة بالعقارات، كما يتعامل مع المعاملات المالية الإسلامية بجميع صورها وأشكالها ومن أهمها:
المضاربة، الوكالة في الاستثمار، المرابحة، التجارة المنتهية مع المواعدة بالتمليك
هيئة الفتوى والرقابة الشرعية: لدى مصرف بوبيان هيئة فتوى ورقابة شرعية تراقب أعماله ونشاطاته وتوافق عليها.
أعضاء هيئة الفتوى:
1. الشيخ/ أحمد بزيع الياسين.
2. الدكتور/ عجيل جاسم النشمي.
3. الدكتور/ عصام خلف العنزي.
4. الدكتور/ محمد عبد الرزاق الطبطبائي.
5. الدكتور/ سعود محمد الربيعة.
ومستشار الهيئة الدكتور/ عبد العزيز خليفة القصار

## مساهمة مصرف ليبيا المركزي
تلا ذلك إدراج أسهم المؤسسة في بورصة الامارات بالتزامن مع زيادة رأس المال المدفوع إلى مليار دولار أمريكي باكتتاب عام في الإمارات والكويت  واستثمارات دولية خاصة. وقامت في يونيو 2008 بزيادة رأسمالها من خلال طرح إصدار أسهم وفقاً لحق الأولوية في الاكتتاب للمساهمين الحاليين بحيث يعطى كل منهم سهماً واحداً مقابل كل سهم يحمله، وبلغ حجم إصدار الأسهم الجديدة مليار سهم بسعر إصدار قدره دولار أمريكي واحد للسهم زائداَ علاوة بقيمة 0.11 دولار للسهم. وفي يناير 2010 اعتمدت الجمعية العمومية الغير عادية زيادة رأس مال المؤسسة المدفوع من 2.00 مليار دولار إلى 3.11 مليار دولار من خلال إصدار أسهم أولوية للمساهمين الحاليين للمؤسسة. وفي ديسمبر 2010 استحوذ مصرف ليبيا المركزي على أسهم جهاز أبوظبي للاستثمار في المؤسسة والبالغة نسبتها 17.72%، مما رفع مساهمة مصرف ليبيا المركزي في المؤسسة إلى نسبة 59.377% من مجموع أسهم  المؤسسة العربية المصرفية.

## فروع البنك

### الصين وإندونيسيا
تعد هونج كونغ وجاكارتا فاتحة الدول الشرقية على البنك  حيث، كان البنك بمثابة أول بنك عربي إسلامي يتم افتتاحه في هذه الدول في عام 2003

### الإمارات
وتضم المقر الرئيسي للبنك في دبي، ويقدم البنك خدماته فيها من خلال أكثر من 141 فرعاً، و740 آلة صراف آلي في جميع أنحاء الدولة.

### مصر
تأسس بنك الإمارات دبي الوطني في مصر نتيجة الاستحواذ على نسبة 100% من أسهم بنك بي إن بي باريبا في مصر في 10 يونيو 2013، وقدرت قيمة الصفقة ب 500 مليون دولار أمريكي، ويبلغ عدد فروع البنك 68 فرعاً منتشرين في أنحاء مصر،
ويخدم البنك ما يقارب 200 ألف عميل من الأفراد و3000 عميل من الشركات و700 مؤسسة مالية.

### السعودية
تأسس بنك الشرق الأوسط الإسلامي في السعودية في 2004، حيث كان أول بنك أجنبي يحصل على رخصة تشغيل في المملكة.

### ماليزيا
بعد النمو الهائل محلياً، توسع بنك الشرق الأوسط الإسلامي خارج السوق الإمارات ودخل السوق الماليزية عام 2006 م، بعد أن مُنح الترخيص المصرفي الكامل للعمل كأول مصرف أجنبي في ماليزيا من قبل مصرف نيغارا ماليزيا. وتعد ماليزيا الخطوة الأولى في توجه المصرف نحو الدخول إلى السوق المصرفي في جنوب شرق آسيا، حيث تم إدخال المنتجات المصرفية الأساسية إلى السوق الآسيوية وتوفير تجربة جديدة بالكامل من المصرفية الإسلامية. لدى مصرف الشرق الأوسط الإسلامي حالياً 19 فرعاً في ماليزيا مع خطط لزيادة عدد هذه الفروع في المستقبل. 

## إنجازاته
فاز بالمركز الأول في مجال إحلال وتوطين الوظائف على مستوى دول مجلس التعاون الخليجي.
حصل على «جائزة التميز» الشهيرة المقدمة من مجلس وزراء العمل بدول المجلس لأربع سنوات بالتوالي.
فيتش ايبكا" (تصنيف القدرة المالية للبنك على المدى الطويل): A+
منحت وكالة «موديز» البنك التجاري درجة Aa3
منحت «كابيتال انتليجنس» البنك درجة A
رفعت وكالة «ستاندرد آند بورز» تصنيفها إلى درجة A-

## السياسات الشرعية
تلتزم الشركة المصرفية للاستثمار منذ إنشائها بتطبيق أحكام الشرع ومراعاة مقاصد التشريع في جميع معاملاتها، ولتحقيق ذلك أنشأت هيئة شرعية يعتمد تكوينها وتقر لائحتها من قبل الجمعية العمومية، وهي مستقلة عن جميع إدارات الشركة، وتخضع جميع تعاملات الشركة لموافقتها ومراقبتها. هذا الالتزام يعتبر أهم معايير الجودة التي تحرص عليها الشركة في منتجاتها وخدماتها المقدمة لعملائها. يلتزم جميع القيادات والعاملين بالشركة بهذه السياسة وفق ما ورد في نظام الشركة وقراراتها.

## تطبيق القواعد والتعليمات
1.      قرارات الهيئة الشرعية ملزمة لجميع أجهزة الشركة وإداراتها.

فرع البنك في ماليزيا

2.      تطبيق قرارات الهيئة الشرعية مسؤولية الإدارات التنفيذية على مختلف مستوياتها.
3.      لا يقدم أي منتج أو خدمة إلا بعد إقراره من الهيئة الشرعية.
4.      لا يجوز الإقدام على إجراء مخالف لأي قرار من قرارات الهيئة الشرعية مطلقاً.
5.      الإقدام على مخالفة أي قرار من قرارات الهيئة الشرعية بأي شكل، أو مخالفة إجراء شرعي قائم، أو تقديم منتج أو خدمة دون إجازته من الهيئة؛ حيث يعتبر كل ذلك مخالفة تستوجب الجزاء في حق مرتكبها.
6.      تقوم الهيئة بمراقبة أعمال الشركة من الناحية الشرعية ومتابعة تنفيذ قراراتها، ويباشر ذلك جهاز إدارة الرقابة الشرعية المرتبط بالهيئة، ومن تراه الهيئة ممن يصلح لهذه المهمة.
7.      تعمل الهيئة على تطوير الصيغ والعقود بما يتفق مع قواعد الشريعة ويحقق مقاصدها، وذلك في جميع معاملات الشركة المحلية والدولية.
8.      نشر الوعي بالأعمال المصرفية والاستثمارية الإسلامية عبر الوسائل المناسبة.
9.      العناية باختيار العاملين في الشركة لا سيما القيادات ممن يملكون الرغبة في توجه الشركة والاستعداد لتنفيذ سياساتها، والاهتمام بتدريب منسوبي الشركة في مجال المصرفية الإسلامية.